# Pentacricia aldrichii
Pentacricia aldrichii är en tvåvingeart som beskrevs av Stein 1898. Pentacricia aldrichii ingår i släktet Pentacricia och familjen husflugor. Inga underarter finns listade i Catalogue of Life.